# 萊欣基 (哈爾科夫區)
50°9′52″N 36°3′34″E / 50.16444°N 36.05944°E
萊欣基（烏克蘭語：Лещенки）是位於烏克蘭東部的村莊，由哈爾科夫州哈爾科夫區的德爾哈奇市鎮負責管轄。該村始建於1916年，面積0.18平方公里，海拔高度178米，2001年人口223，人口密度每平方公里1,274.3人。